# Operace Neptunovo kopí
Operace Neptunovo kopí (anglicky Operation Neptune Spear) byla zvláštní vojenská operace, jejímž cílem bylo zneškodnění Usámy bin Ládina, zakladatele a prvního vůdce islamistické militantní skupiny al-Káida. Bin Ládin byl zabit v Pákistánu dne 2. května 2011 asi v 0:39 ráno PKT (1. května 15:39 EDT).

## Průběh
Operace byla provedena jednotkou amerického námořnictva Navy SEALs Naval Special Warfare Development Group (známé také jako DEVGRU nebo SEAL Team 6) v rámci rozsáhlé operace vedené CIA, přičemž koordinátorem jednotek speciálních misí zapojených do zásahu bylo Joint Special Operations Command, obecně známé jako JSOC. Kromě SEAL Teamu 6 se operace účastnily jednotky spadající pod JSOC, mezi něž patřil 160. letecký pluk speciálních operací (výsadkový) – známý také jako „Night Stalkers“ – a operativci z divize speciálních činností CIA, která se rekrutuje převážně z bývalých jednotek speciálních misí JSOC. Operace ukončila téměř desetileté pátrání po bin Ládinovi pro jeho podíl na útocích na Spojené státy z 11. září.
Zátah na bin Ládinův komplex v pákistánském Abbottábádu byl zahájen z Afghánistánu. Komando bylo přepraveno do bin Ládinova komplexu helikoptérami Black Hawk, zde proniklo do budovy, kde v druhém nadzemním podlaží narazilo na Usámu bin Ládna. Ten byl následně zabit, a jednotky opustily komplex i s jeho tělem. Američtí vojenští představitelé později uvedli, že po zátahu americké síly převezly bin Ládinovo tělo do Afghánistánu k identifikaci a poté ho v souladu s islámskou tradicí pohřbily do moře do 24 hodin po jeho smrti.

## Následky
Al-Káida potvrdila smrt 6. května příspěvky na militantních internetových stránkách a slíbila pomstu za zabití. Další pákistánské militantní skupiny, včetně Tahrík-e Tálibán-e Pákistán, slíbily odvetu USA a Pákistánu za to, že operaci nezabránily. Útok podpořilo více než 90% americké veřejnosti, uvítala jej OSN, NATO, Evropská unie a řada vlád, ale ostatní, včetně dvou třetin pákistánské veřejnosti, jej odsoudili. Právní a etické aspekty zabití, jako například to, že nebyl zajat živý, přestože nebyl ozbrojen, byly zpochybňovány jinými, včetně Amnesty International. Kontroverzní bylo také rozhodnutí nezveřejnit žádné fotografické nebo DNA důkazy bin Ládinovy smrti.
Po zabití pákistánský premiér Júsaf Ráza Gillání vytvořil komisi pod vedením vyššího soudce Džaveda Iqbála, která měla vyšetřit okolnosti útoku. 8. července 2013 unikla do Al-Džazíry výsledná zpráva Abbottábádské komise, která odhalila „kolektivní selhání“ pákistánských státních vojenských a zpravodajských orgánů, jež umožnilo bin Ládinovi skrývat se v Pákistánu devět let.
V rozhovoru v roce 2019 pákistánský premiér Imran Chán prohlásil, že pákistánská rozvědka dovedla CIA k Usámovi bin Ládinovi.

## Galerie

Mapa operace s vyznačenou trasou z Džalálábádu do Abbottábádu a zpět
Diagram bin Ládinovy skrýše
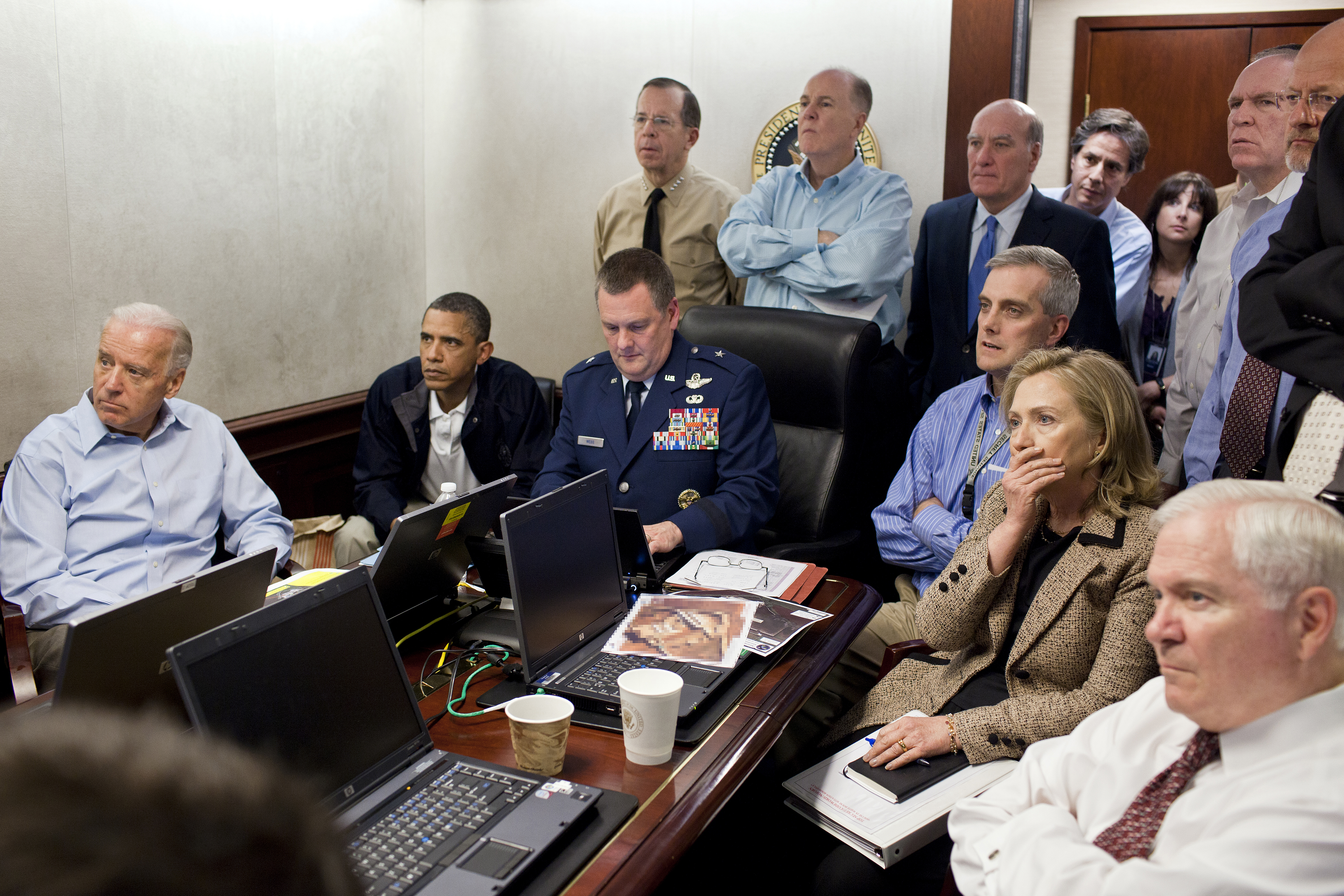
Prezident Obama a další vysocí funkcionáři sledují průběh operace
Titulní stránka The Washington Post z pondělí 2. května 2011
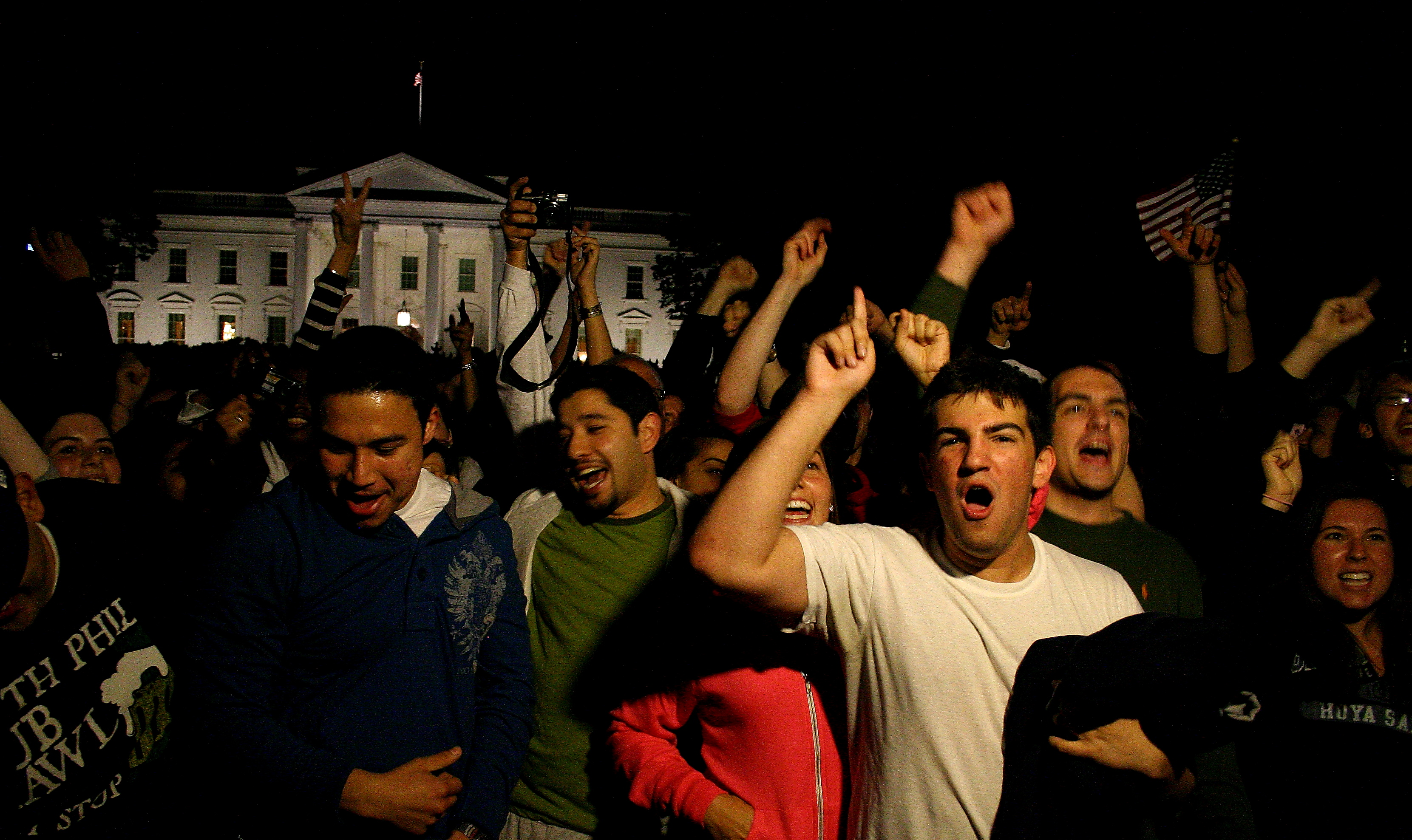
Američané oslavující smrt bin Ládina před Bílým domem
Webová stránka FBI uvádějící bin Ládina jako zabitého, 3. května 2011